# Anna z Alençonu
Anna z Alençonu (30. října 1492 Alençon – 18. říjen 1562 Casale Monferrato), Lady z La Guerche, byla francouzská šlechtična a jako manželka Viléma IX. z Montferratu markýza z Montferratu. V letech 1518 - 1530 vládla Montferratu jako regentka za svého syna Bonifáce.

## Život
Anna se narodila jako třetí dítě Reného z Alençonu a jeho manželky Markéty Lotrinské, dcery Fridricha II. z Vaudémont a Jolandy Lotrinské. Její otec zemřel dva dny po Annině narození.
V roce 1501 se zasnoubila s Vilémem IX. z Montferratu z rodu Palaiologů a 31. října 1508, den po svých šestnáctých narozeninách se za něj v kostele St. Sauveur v Blois provdala. Svému manželovi porodila tři děti: Marii (1509–1530), Markétu (1510–1566) a Bonifáce, který se stal otcovým nástupcem.
V roce 1517 se její dcera Marie zasnoubila s Frederikem II. Gonzagou, synem Isabelly d'Este, kterýse stal později markýzem a vévodou z Mantovy. Manželská smlouva však byla anulována, potom, co Frederiko Marii obvinil z pokusu o otravu jeho milenky Isabelly Boschetti, manželky hraběte z Calvisana.
Po Vilémově smrti v roce 1518 zdědil infant Bonifác Montferrat. Anna se však stala regentkou až do jeho nenadálé smrti v roce 1530. Zůstala zapojená do vlády i po jeho smrti, když po Bonifácovi nastoupil její švagr Jan Jiří, dřívější opat z Lucedia a (neposvěcený) biskup z Casale.
Bonifácova smrt také vzbudila ve Federiku Gonzagovi zájem o sňatek s Marií. Po Mariině nečekané smrti v září 1530 Federiko obrátil pozornost na další Anninu dceru, Markétu. Anna se nakonec rozhodla pro spojení s rodem Gonzaga a manželství bylo v říjnu 1531 uzavřeno.
V roce 1533 markýz Jan Jiří zemřel, zanechavší po sobě jen jednoho nemanželského syna, ale žádného dědice. Následovaly spory o nástupnictví v Montferratu, císařském léně. Ucházeli se o něj Gonzagové, markýz ze Saluzza, rod Savojských, z nichž všichni byli schopni přednést věrohodné nároky. Mezitím Montferrat padl pod naprostou španělskou nadvládu. V roce 1536 císař Karel V. udělil toto léno přidělil Markétě Palaiologině a jejímu manželovi Federiku II. Gonzagovi. Vládcem však byla de facto Anna. V roce 1540 zemřel v Marmirolu Federiko II. a jeho nástupcem se stal jeho sedmiletý syn František. Markéta Palaiologa se stala, společně se svým švagrem, kardinálem Ercolem Gonzagou, regentkou.
Anna z Alençonu poté opustila veřejný život a vstoupila do kláštera dominikánek Kateřiny Sienské, který sousedil s jejím palácem v Casale Monferrato. Zemřela 18. října 1562, krátce před svými sedmdesátými narozeninami.